# Stazione di Rabat-Ville
La stazione di Rabat-Ville, situata nella capitale marocchina, è una delle stazioni principali del Marocco in termini di flusso viaggiatori. Si trova sull'importante direttrice ferroviaria nord-sud che unisce Tangeri a Casablanca. È servita dalla linea L1 del tram che collega i vari quartieri di Rabat e la città gemella Salé.

## Storia
La stazione di Rabat-Ville è una delle più antiche di tutto il Marocco. Fu inaugurata nel 1923.
Per la particolarità della sua architettura venne fatto anche un francobollo negli anni trenta.

## Rinnovo
I lavori per il rinnovo da parte dell'ONCF sono terminati nel 2008.
Innanzi tutto vi è una riabilitazione di questo monumento patrimonio di Rabat. La restaurazione delle strutture vedrà l'impiego di materiali nobili per rispettare lo stampo della costruzione. In più, le tabelle di arrivi e partenze e gli altoparlanti saranno completamente rinnovati.
In seguito, si procederà ad una riorganizzazione maggiore dello spazio della stazione al fine di ottimizzare le sue potenzialità. Sarà pianificata una grande sala di 1.200 m2 con un ufficio informazioni centrale; sono previsti dodici sportelli di biglietteria e saranno disposti a mezzo piano, serviti da tre mezzi: le scale, le scale mobili e gli ascensori riservati alle persone disabili o a mobilità ridotta.
Al centro, altri due ascensori condurranno i passeggeri sulle banchine. I binari saranno conformati secondo le ultime norme di sicurezza, e per il comfort degli utenti, le sei pensiline saranno rimpiazzate. Durante il corso dei lavori, un accesso provvisorio ai binari sarà situato di fianco al Parlamento.
Verranno offerti tanti altri servizi all'interno stesso della stazione con la riqualificazione degli spazi, ci saranno ristoranti e negozi, sportelli bancari e una serie di telefoni pubblici verranno messi a disposizione dei viaggiatori.

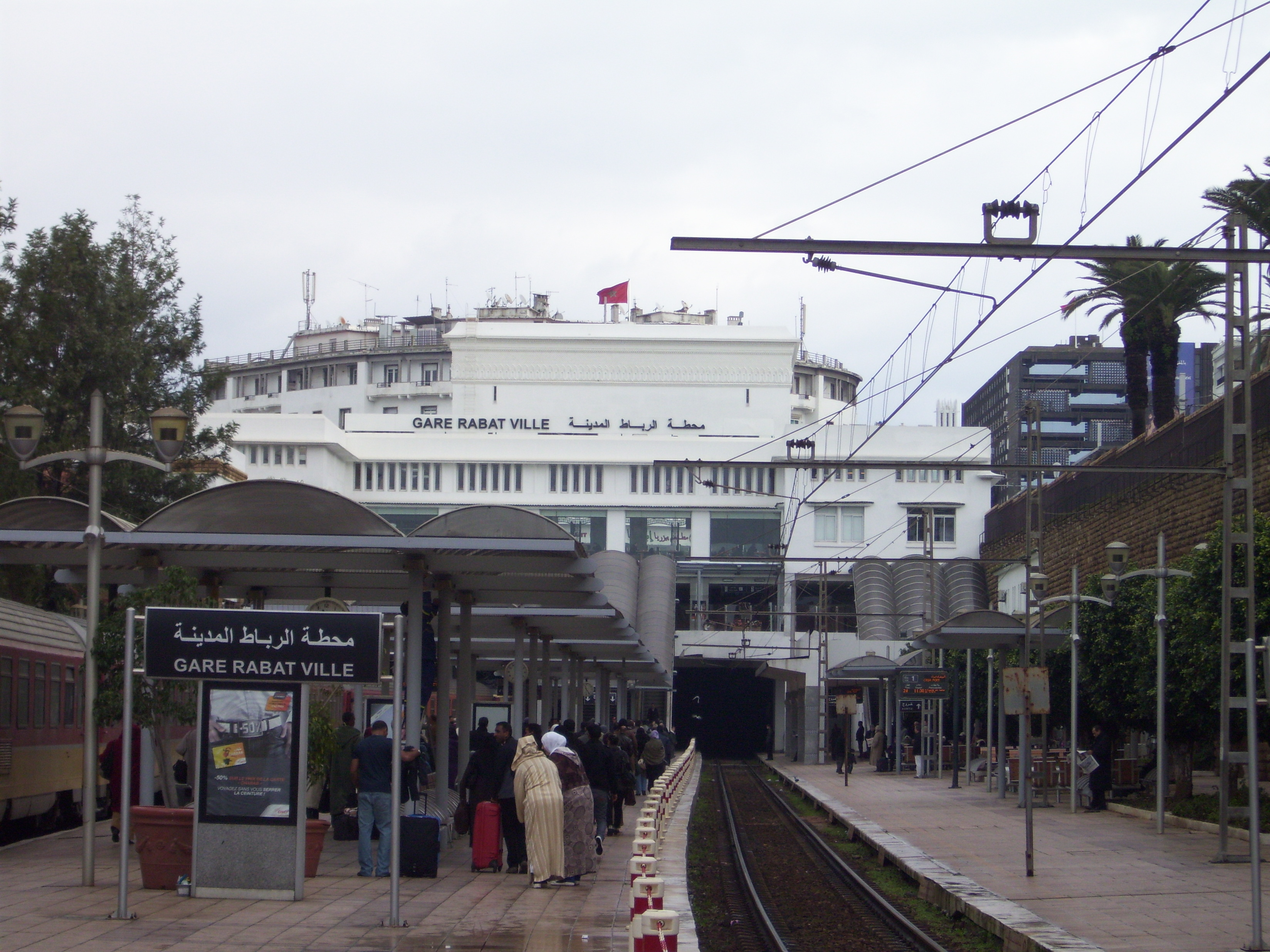
La stazione di Rabat vista dalla banchina

Il costo totale delle operazioni è stimato a 25 milioni di dirham, il progetto fa parte di un piano globale di modernizzazione delle stazioni del Regno di circa 400 milioni di dirham.
Secondo le previsioni dell'ONCF, il rinnovo della stazione Rabat-Ville, deve anticipare l'aumento del numero di viaggiatori.

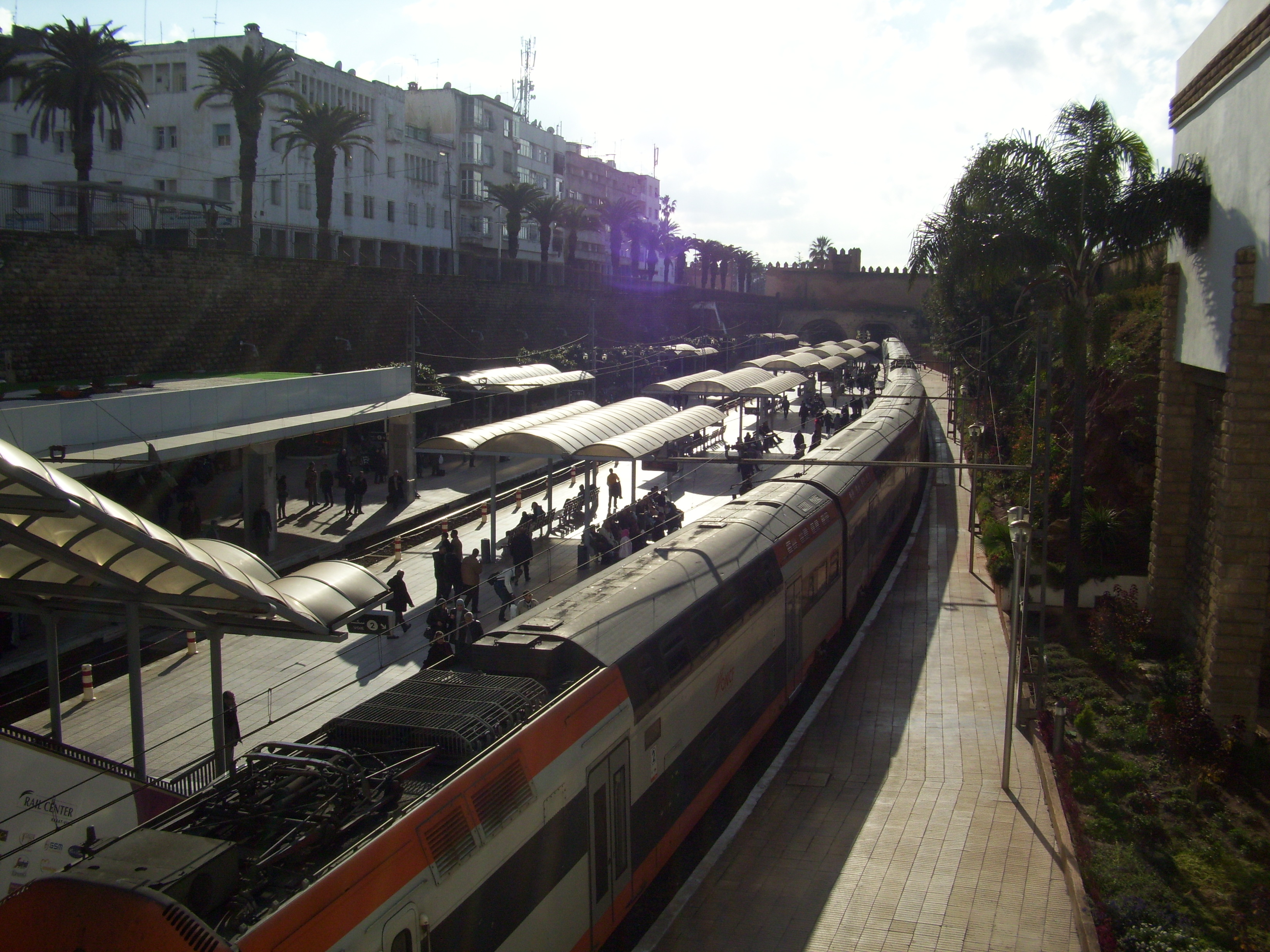
La stazione di Rabat vista dall'alto

## Interscambi
Una stazione del Tramway de Rabat-Salé si trova di fronte alla stazione. Questa permetterà di trasportare i viaggiatori tra le città del Marocco. Inoltre sarà il terminal della linea 3 del tram.